# Moldavië op het Junior Eurovisiesongfestival 2011
Moldavië nam deel aan het Junior Eurovisiesongfestival 2011 in Jerevan, Armenië. Het was de 2de deelname van het land op het Junior Eurovisiesongfestival. TRM was verantwoordelijk voor de Moldavische bijdrage voor de editie van 2011.

## Selectieprocedure
TRM koos uit financiële problemen voor een interne selectie. Op die manier kon het kostenplaatje gedrukt worden. Op 6 oktober 2011 maakte de Moldavische openbare omroep bekend dat Lerika het land zou vertegenwoordigen op het komende Junior Eurovisiesongfestival.

## In Jerevan
In oktober werd de startvolgorde geloot. Moldavië trad als derde van dertien landen aan, na Letland en voor gastland Armenië. Lerika eindigde als op een mooie zesde plek, met 78 punten.